# Anastazja bełska
Anastazja Aleksandrówna – córka księcia bełskiego Aleksandra Wsiewołodowicza. Pomiędzy rokiem 1245 a 1247 wyszła za mąż za księcia mazowieckiego Bolesława I, ich małżeństwo było bezdzietne. Po śmierci pierwszego męża w 1248 powtórnie zawarła małżeństwo z bojarem węgierskim Dymitrem, który identyfikowany jest z Dymitrem Abą.